# Hermann von Eichhorn (Regierungspräsident)

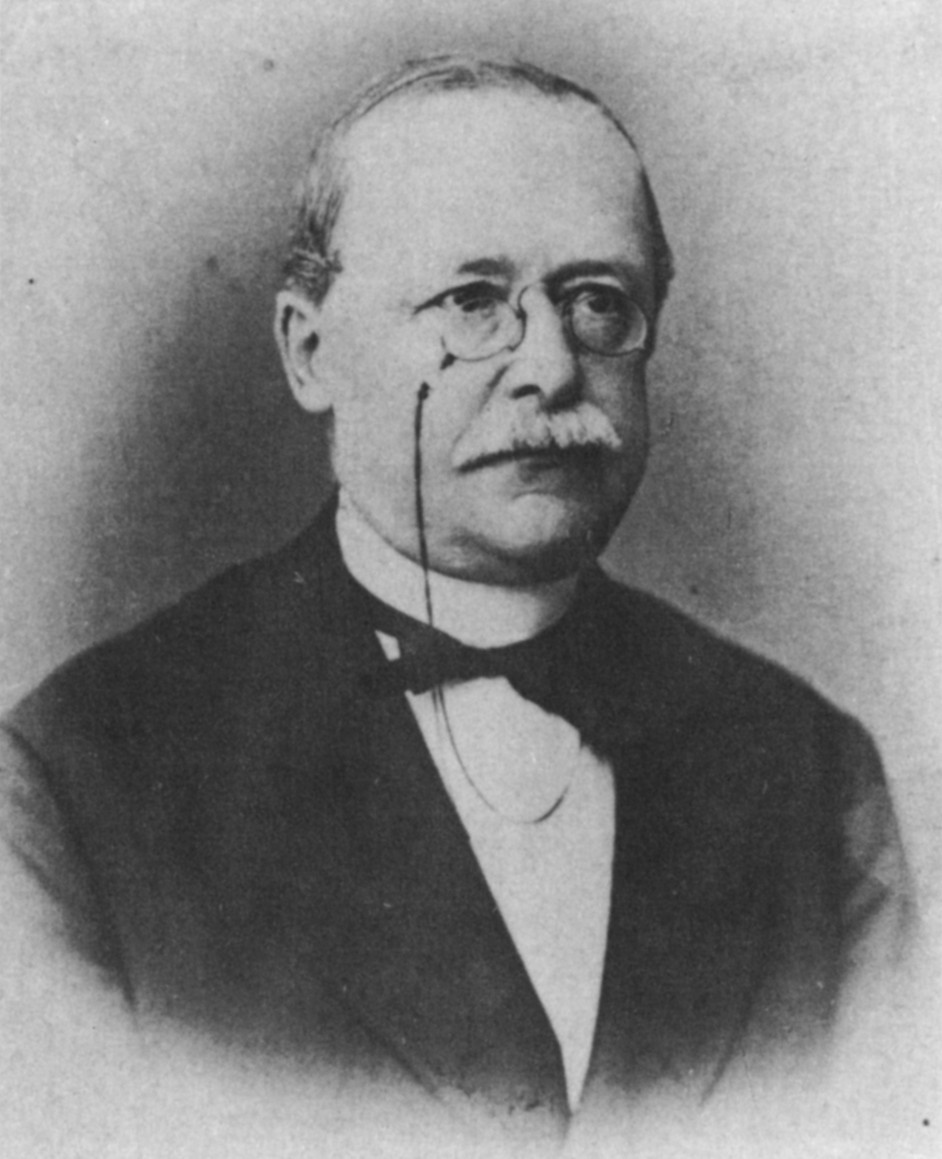
Hermann von Eichhorn

Karl Friedrich Hermann Eichhorn, seit 1856 von Eichhorn  (* 12. März 1813 in Berlin; † 3. Mai 1892 ebenda) war ein deutscher Verwaltungsjurist im Königreich Preußen. Von 1872 bis 1881 war er Regierungspräsident im Regierungsbezirk Minden.

## Leben
Eichhorn, Sohn des preußischen Staatsmanns und Kultusministers Friedrich Eichhorn, legte 1831 sein Abitur am Friedrich-Wilhelm-Gymnasium in Berlin ab und studierte danach an der Friedrich-Wilhelms-Universität zu  Berlin sowie an der Rheinischen Friedrich-Wilhelms-Universität Bonn insgesamt sechs Semester Rechtswissenschaft. 1843 bestand er die Prüfung zum Auskultator beim Kammergericht Berlin mit der Note „genügend“ und 1836 die Prüfung zum Gerichts-Referendar. 1841 bestand er die Prüfung zum Regierungsassessor mit der Note „gut“. Danach diente er vermutlich als Einjährig-Freiwilliger in einem preußischen Regiment. 1834 wurde er zum Auskultator beim Kammergericht Berlin ernannt. 1837 erfolgte die Einstellung als Gerichtsreferendar ebenfalls am Kammergericht Berlin. 1837 wurde er bei der Regierung in Breslau Regierungs-Referendar. In selber Stellung wurde er 1841 zur Regierung in Magdeburg überstellt. 1843 wurde er als „Hilfsarbeiter“ ins Finanzministerium nach Berlin gerufen. 1846 kehrte er zur Regierung Breslau zurück, wo er 1849 zum Regierungsrat ernannt wurde.
Am 27. Februar 1856 wurde er in den erblichen preußischen Adelsstand erhoben.
Ab 1863 diente er als Oberregierungsrat und Abteilungs-Dirigent bei der Regierung in Oppeln. Am 14. Juni 1872 wurde er Regierungspräsident in Minden. Am 31. Oktober 1881 wurde er aus dem preußischen Staatsdienst entlassen.
Der Protestant Eichhorn war verheiratet mit Julie Schelling, der Tochter des Philosophen Friedrich Wilhelm Joseph Schelling. Ihr Sohn war Hermann von Eichhorn d. J., der als Generalfeldmarschall in Kiew ermordet wurde.

## Ehrungen
- Roter Adlerorden I. Klasse mit Eichenlaub.